# Do zobaczenia w sądzie
Do zobaczenia w sądzie (ang. I’ll See You in Court) – dziesiąty odcinek trzeciej serii (45. w ogólnej chronologii) amerykańskiego serialu komediowego Świat według Bundych. W odcinku tym Al i Peggy Bundy próbują, za sugestią Marcy, poprawić swoje życie miłosne, próbując wprowadzić jakieś zmiany. Zatrzymując się w Motelu Naskocz, odkrywają nagraną z ukrycia sekstaśmę Rhoadesów. Mimo to, postanawiają uprawiać w nim seks i sami zostają nagrani. Obie rodziny postanawiają pozwać właścicieli motelu o naruszenie ich prywatności.
Ze względu na konflikt pomiędzy emitującą serial stacją Fox a jego producentami, odmawiającymi zastosowania daleko idącej cenzury, w Stanach Zjednoczonych odcinek wyemitowany został po raz pierwszy dopiero w czerwcu 2002 roku – pięć lat po zakończeniu produkcji Świata według Bundych. Mimo upływu trzynastu lat od momentu nakręcenia odcinka, premierowa emisja w USA została ocenzurowana i usunięto z niej cztery linie dialogowe. Poza Stanami – w tym także w Polsce – odcinek emitowany był normalnie, wraz z premierowymi emisjami kolejnych odcinków. Jego światowa premiera miała miejsce w 1990 roku.

## Fabuła
Peggy, po obejrzeniu telewizyjnego programu, stwierdza, że najlepszym sposobem na poprawienie życia seksualnego jej i Ala będzie uprawianie seksu w innych miejscach. Za namową Marcy wybierają się do Motelu Naskocz, w którym znajdują wideokasetę z filmem pornograficznym. Okazuje się, że uwieczniona na nagraniu para to Marcy i Steve. Chociaż Al czuje obrzydzenie, Peggy podnieca się i uprawiają ze sobą seks.
Po powrocie do domu Bundy pokazują nagranie zażenowanym Rhoadesom, którzy wyrażają oburzenie z faktu, że potajemnie ich nagrano. Steve sugeruje Bundym, że oni również mogli zostać nagrani. Marcy i Al są zdenerwowani naruszeniem ich prywatności i proponują, żeby skonfrontować się z właścicielami motelu przy użyciu siły. Steve i Peggy chcą pozwać motel i uzyskać odszkodowanie.
Peggy udaje się przekonać Ala, żeby pozwali motel wraz z Rhoadesami. Steve – nie chcąc, żeby prawnik zgarnął chociaż część pieniędzy z przewidywanego odszkodowania – reprezentuje w sądzie obie rodziny. Podczas jego długiej mowy wstępnej sędzia i stenograf zasypiają. Następnie, pomimo sprzeciwu swojej żony, prezentuje nagraną przez motel taśmę. Kiedy ta po kilku godzinach kończy się, zgromadzeni na sali rozpraw biją brawo. Jako ostatni dowód przedstawione jest nagranie Bundych, trwające kilka sekund.
Obrońca motelu zadaje Marcy krępujące pytania, próbując dowieść, że wiedziała o tym, że jest nagrywana. W przypadku Bundych stara się udowodnić, że nie doszło do współżycia. Ostatecznie Rhoadesowie otrzymują odszkodowanie w wysokości 10 tys. dolarów, podczas gdy Bundy nie otrzymują żadnego, ponieważ sędzia przychylił się do argumentów obrońcy i uznał, że nie uprawiali oni seksu. Kiedy pozostali opuszczają salę rozpraw, Al – chcąc udowodnić jej, że też potrafi kochać się godzinami – zaczyna uprawiać tam seks z Peggy, nieświadomy tego, że są nagrywani przez kamerę monitoringu sądu.

## Obsada
- Ed O’Neill – Al Bundy
- Katey Sagal – Margaret „Peggy” Bundy
- David Garrison – Steve Rhoades
- Amanda Bearse – Marcy Rhoades
- Christina Applegate – Kelly Bundy
- David Faustino – Budrick „Bud” Bundy
- Lora Zane – Weigel, obrończyni motelu
- Lillian Lehman – sędzia
- Ken Thorley – przewodniczący ławy przysięgłych

## Produkcja i kontrowersje
Scenarzystami odcinka byli Jeanne Baruch i Jeanne Romano – obie debiutujące w rolach scenarzystek serialu. Wyreżyserowany został przez Gerry’ego Cohena 6 stycznia 1989 roku, a jego premiera zaplanowana została na 19 lutego, jednak cenzorzy Fox Broadcasting Company zgłosili uwagi do wielu kwestii dialogowych pojawiających się w scenariuszu. Nie był to pierwszy przypadek, kiedy producenci starli się z cenzurą stacji. Niewiele wcześniej scenarzyści Michael G. Moye i Ron Leavitt stoczyli bój po zrealizowaniu odcinka Wypad za miasto, w którym podczas Bundy i Rhoadesowie zostają uwięzieni w domku w dziczy, a wszystkie trzem kobietom – Peggy, Kelly i Marcy – jednocześnie rozpoczyna się menstruacja. Pierwotnie odcinek miał być wyemitowany w listopadzie 1988 roku, jednak jego premiera opóźniła się ze względu na niechęć stacji do podjętego w nim tematu. Odcinek ostatecznie wyemitowano 11 grudnia, producenci zostali jednak zmuszeni do zmiany pierwotnego tytułu – A Period Piece (ang. period oznacza ‘okres’, również w znaczeniu ‘menstruacja’) – chociaż nie pojawia się on w ogóle na ekranie ani nie jest wspominany.
Terry Rakolta, aktywistka polityczna z Bloomfield Hills w Michigan, w styczniu 1989 r., po obejrzeniu odcinka Kłopoty z miseczkami, rozpoczęła listową kampanię przeciwko serialowi, nawołując reklamodawców do zbojkotowania serialu ze względu na przedstawiane w nim treści. Kampania Rakolty spotkała się z większym odzewem, niż spodziewała się autorka, przyciągnęła uwagę mediów, a kilku reklamodawców zobowiązało się do uważniejszego recenzowania odcinków Bundych, przy których zamieszczają reklamy. Było to jednym z powodów, dla którego cenzorzy nie dopuścili Do zobaczenia w sądzie do emisji, a odcinek wyemitowany został w Stanach Zjednoczonych dopiero po trzynastu latach. Dodatkowo, pod koniec lat 80. XX wieku, seks nie był tematem, o którym głośno i otwarcie rozmawiało się w amerykańskiej telewizji.
W wywiadzie dla „Playboya” Moye przyznał, że wśród producentów do Do zobaczenia w sądzie przylgnęło miano Straconego odcinka (ang. The Lost Episode) zarówno ze względu na to, że nie wyemitowano go w USA, jak i ze względu na to, że stracili kontrolę artystyczną nad swoim projektem. Zwyczajowo odcinki Świata według Bundych zawierały dwie bądź trzy uwagi od cenzorów wskazujące, że dana treść była „zbyt dosłowna” albo „przeginała pałę”, podczas gdy w przypadku Do zobaczenia w sądzie takich uwag było piętnaście. Po kłótniach z cenzorami, podczas których producenci zgodzili się na jedenaście z piętnastu poprawek, Fox mimo wszystko odmówił wyemitowania odcinka. Według Moye’a, producenci odrzucili część poprawek, uznając je za nieakceptowalne, ponieważ po ich uznaniu „szlag by trafił spójność [artystyczną] serialu”.
Poza USA, odcinek wyemitowany został po raz pierwszy około 1990 r., w Polsce w roku 1996, podczas premierowej emisji Świata według Bundych na Polsacie. W Stanach Zjednoczonych odciek wyemitowany został po raz pierwszy 18 czerwca 2002 roku na antenie FX. Wycięto z niego cztery linie dialogowe, stanowiące mniej niż minutę, w scenie, w której Bundy i Rhoadesowie zastanawiają się, co zrobić w sprawie kaset:

Peggy Bundy: [do Ala] Cicho. Steve próbuje wyciągnąć korzyści z seksu z tobą. [do Steve'a] Więc... mówisz, że możemy zarobić?
Steve Rhoades: I załatwimy to zgodnie z prawem. Prawda, Marcy?
Marcy Rhoades: [do Ala, opowiadającego się za rozwiązaniem siłowym] A kiedy tam pójdziesz, połamiesz im kręgosłupy? Wyłamiesz ręce jak gałązki? I będą naprawdę bezbronni... wtedy przyjdę ja. Wezmę tylko otwieracz do konserw i zrobię im takie rzeczy, że... że nawet diabeł zwymiotuje.
Steve Rhodes: Albo ich zaskarżymy.

## Odbiór
Odcinek pozostawał zakazany w Stanach Zjednoczonych tak długo, że ówcześni recenzenci nie mieli możliwości zrecenzowania go. Po tym, jak wyemitowano go w 2002 roku, 4 lutego 2003 roku został umieszczony w kompilacji DVD Married with Children, Vol. 1: The Most Outrageous Episodes, a 25 stycznia 2005 w kompletnym wydaniu serii trzeciej. Według recenzenta serwisu DVD Verdict, odcinek nie był przesadnie pieprzny, nawet jak na standardy lat 90., a w 2003 roku był on „tak nieśpieszny, że niemal usypiający”. Portal Film Freak Central wystawił odcinkowi ocenę C+, nazywając go „osobliwym” i ostrzegając, żeby „nigdy nie wierzyć w hype”.